# Eupithecia fenestrata
Eupithecia fenestrata là một loài bướm đêm trong họ Geometridae.